# リバスチグミン
リバスチグミン（Rivastigmine）とは、アセチルコリンエステラーゼ阻害薬の一つ。スイスのノバルティス ファーマ社（旧サンド社）で創製された、経皮吸収型製剤（パッチ剤）のアルツハイマー型認知症（AD）治療剤である。
製品名は、ノバルティス ファーマが「イクセロンパッチ」であり、小野薬品が「リバスタッチパッチ」である。

## 適応
アルツハイマー型認知症 (AD) は、記憶・思考・行動に関して重要な役割を担っているアセチルコリンという神経伝達物質の脳内生成の減少によって発症するとされるが、コリンエステラーゼ阻害薬は中枢神経内のアセチルコリンの分解を抑えることにより、記憶力の低下を防ぐと言われている。
本剤は、2007年7月に米国で最初に承認され、その後EU（中央審査方式）等、世界82の国と地域で承認されている（2011 年1月時点）。英NICEは軽中程度のアルツハイマー型認知症に対して、ドネペジル、ガランタミンと並んでリバスチグミンを選択肢の一つとして推奨している。
日本国内では、ノバルティス ファーマと小野薬品が、経皮吸収型製剤（パッチ剤）として共同開発を行い、アルツハイマー型認知症に対する本剤の有効性および安全性が確認され、2011年4月に｢軽度および中等度のアルツハイマー型認知症における認知症症状の進行抑制｣の効能・効果で製造販売承認を取得した。2012年8月より投薬期間制限が解除された。
2015年のシステマティックレビューでは、13研究から、軽症から中等症のADに対し、パッチのほうが内服より副作用は少ない可能性があるが効果は同じで、認知機能や日常生活の活動への効果は小さく、臨床的な意義はなかった。

## 特性
1. 日本初の貼付タイプのアルツハイマー型認知症（AD）治療剤である（軽度および中等度のアルツハイマー型認知症における認知症症状の進行抑制）。
2. 軽度および中等度のADにおける中核症状（認知機能障害）の進行を抑制する。
3. アセチルコリンエステラーゼ（AChE）とブチリルコリンエステラーゼ（BuChE）を強力に阻害し、脳内アセチルコリン（ACh）量を増加させる（in vitro実験でのラットのIC50値：AChE；4.3 ± 0.087nM、BuChE；31 ± 2.0nM）。このため、従来のコリンエステラーゼ阻害薬（ドネペジル）よりも効果が高いとの報告がある[5][6][7][8]。
4. 1日1回の貼付であるため、投与が簡便で、かつ使用状況が視覚的に確認でき、服薬管理が容易になる。
5. 消化器に対する影響が少なく、他の薬剤との併用の影響も少ない治療剤である。

## 副作用
治験では78.8%に副作用が起こり、その内訳は、貼付部位紅斑（37.7%）、貼付部位瘙痒感（36.6%）、接触性皮膚炎（25.4%）、貼付部位浮腫（11.1%）、嘔吐（7.8%）、悪心（7.6%）、食欲減退（5.2%）、貼付部位皮膚剥脱（4.8%）等であった。
添付文書に記載されている重大な副作用は、
- 狭心症（0.3%）、心筋梗塞（0.3%）、徐脈（0.8%）、房室ブロック（0.2%）、洞不全症候群、
- 食道破裂を伴う重度の嘔吐、胃潰瘍、十二指腸潰瘍（0.1%）、胃腸出血（0.1%）、
- 脳血管発作（一過性脳虚血発作、脳出血、脳梗塞等）（0.3%）、痙攣発作（0.2%）、失神（0.1%）、幻覚（0.2%）、激越（0.1%）、せん妄、錯乱、脱水（0.4%）、肝炎

である。

## 意識障害に対する効果
脳卒中後、1ヶ月以上の意識障害（食事不能等）のある患者12名にリバスチグミン貼付薬を使用したところ、9名で改善（会話可能、食事可能）が見られたとの報告がある。